# Szabadi
Szabadi é um município da Hungria, situado no condado de Somogy. Tem 8,23 km² de área e sua população em 2019 foi estimada em 267 habitantes.